# アレック・ヘッド
アレック・ヘッド（Alec Head、1924年7月31日 - 2022年6月22日）は、ケスネー牧場 を経営する競走馬生産者（オーナーブリーダー）で、元調教師でもある。馬主として競走馬の所有もしている。父のウィリアム・ヘッドは元騎手、妻のジスライン・ヘッドは馬主、息子のフレディー・ヘッドと娘のクリケット・ヘッドも調教師である。

## 主な管理馬
- Chingacgook / シンガクゴーク（1954年モルニ賞、1955年サンクルー大賞）
- Vimy / ヴィミー（1955年キングジョージ6世&クイーンエリザベスステークス）
- Saint Crespin / セントクレスピン（1959年エクリプスステークス、凱旋門賞など）
- Venture / ヴェンチア（1959年サセックスステークス、ミドルパークステークス、1960年セントジェームズパレスステークスなど）
- Glaneuse / グラヌーズ（1969年イタリアジョッキークラブ大賞）
- Lyphard / リファール（1972年ジャックルマロワ賞、フォレ賞）
- Riverman / リヴァーマン（1972年プール・デッセ・デ・プーラン、イスパーン賞、ジャンプラ賞）
- Green Dancer / グリーンダンサー（1974年オブザーバーゴールドカップ、1975年プール・デッセ・デ・プーラン、リュパン賞）
- Val de l'Orne / ヴァルドロルヌ （1975年ジョッケクルブ賞など）
- Gay Mecene / ゲイメセン（1978年ウージェーヌアダム賞、ニエル賞、1980年サンクルー大賞）
- Gold River / ゴールドリヴァー（1980年ロワイヤルオーク賞、1981年カドラン賞、凱旋門賞）

## 主な生産馬
- Bering / ベーリング（1986年ジョッケクルブ賞など）

## 主な所有馬
- Bering / ベーリング（成績は上記参照）
- Rouvres / ルーヴル（2002年ジャンプラ賞）